# Draga (Šmarješke Toplice, Slovenija)
Draga je naselje u slovenskoj Općini Šmarješke Toplice. Draga se nalazi u pokrajini Dolenjskoj i statističkoj regiji Jugoistočnoj Sloveniji. 

## Stanovništvo
Prema popisu stanovništva iz 2002. godine naselje je imalo 14 stanovnika.